# Willi Grandetzka
Willi Grandetzka (* 10. März 1927 in Mühlrädlitz, Landkreis Lüben; † 14. April 1979) war ein deutscher Politiker der DDR-Blockpartei DBD. Er war Abgeordneter der Volkskammer und Mitglied des Staatsrates der DDR.

## Leben
Grandetzka, Sohn eines Landarbeiters, besuchte die Volksschule und war als Landarbeiter tätig. Zum 20. April 1944 trat er in der Ortsgruppe Lerchenborn der NSDAP bei (Mitgliedsnummer 10.118.356). Er leistete Kriegsdienst bei der Wehrmacht und geriet in Kriegsgefangenschaft.
Nach der Vertreibung kam er in die Sowjetische Besatzungszone und arbeitete 1946/1947 im elterlichen Landwirtschaftsbetrieb. Zwischen 1947 und 1951 war er Neubauer. 1949 wurde er Mitglied der Demokratischen Bauernpartei Deutschlands (DBD) und 1951 des Freien Deutschen Gewerkschaftsbundes. Zwischen 1951 und 1957 war Grandetzka politischer Mitarbeiter der DBD im Kreis Merseburg und beim Parteivorstand in Berlin. 1956/1957 absolvierte er ein Studium am Institut zur Ausbildung von Funktionären für die sozialistische Landwirtschaft in Schwerin mit dem Abschluss als staatlich geprüfter Landwirt. Von 1957 bis 1965 wirkte er als Sekretär, von 1965 bis 1979 als Vorsitzender des DBD-Bezirksvorstandes Erfurt. Ab 1958 war er Mitglied des Bezirksausschusses Erfurt der Nationalen Front. Von Oktober 1963 bis 1967 war er Abgeordneter des Bezirkstages Erfurt, ab 1965 auch Stellvertretender Bezirksvorsitzender der Gesellschaft für Deutsch-Sowjetische Freundschaft. Ab 1963 war er Kandidat, von 1968 bis 1979 Mitglied des Parteivorstands der DBD und seines Präsidiums. Von Juli 1967 bis 1979 gehörte er als Mitglied der DBD-Fraktion der Volkskammer an und war dort Erster Stellvertreter des Vorsitzenden des Ausschusses für die Eingaben der Bürger. Von November 1971 bis zu seinem Tod im Jahr 1979 war Grandetzka Mitglied des Staatsrates.

## Auszeichnungen in der DDR
- Vaterländischer Verdienstorden in Bronze (1965) und in Silber (1969)
- Orden Banner der Arbeit Stufe I (1977)[3]
- Verdienstmedaille der DDR